# 托莱多恩宠之母堂
托莱多恩宠之母堂（Santa Maria delle Grazie a Toledo）是一座罗马天主教教堂，位于意大利那不勒斯市中心的托莱多街与迪亚兹阿曼多街路口附近。

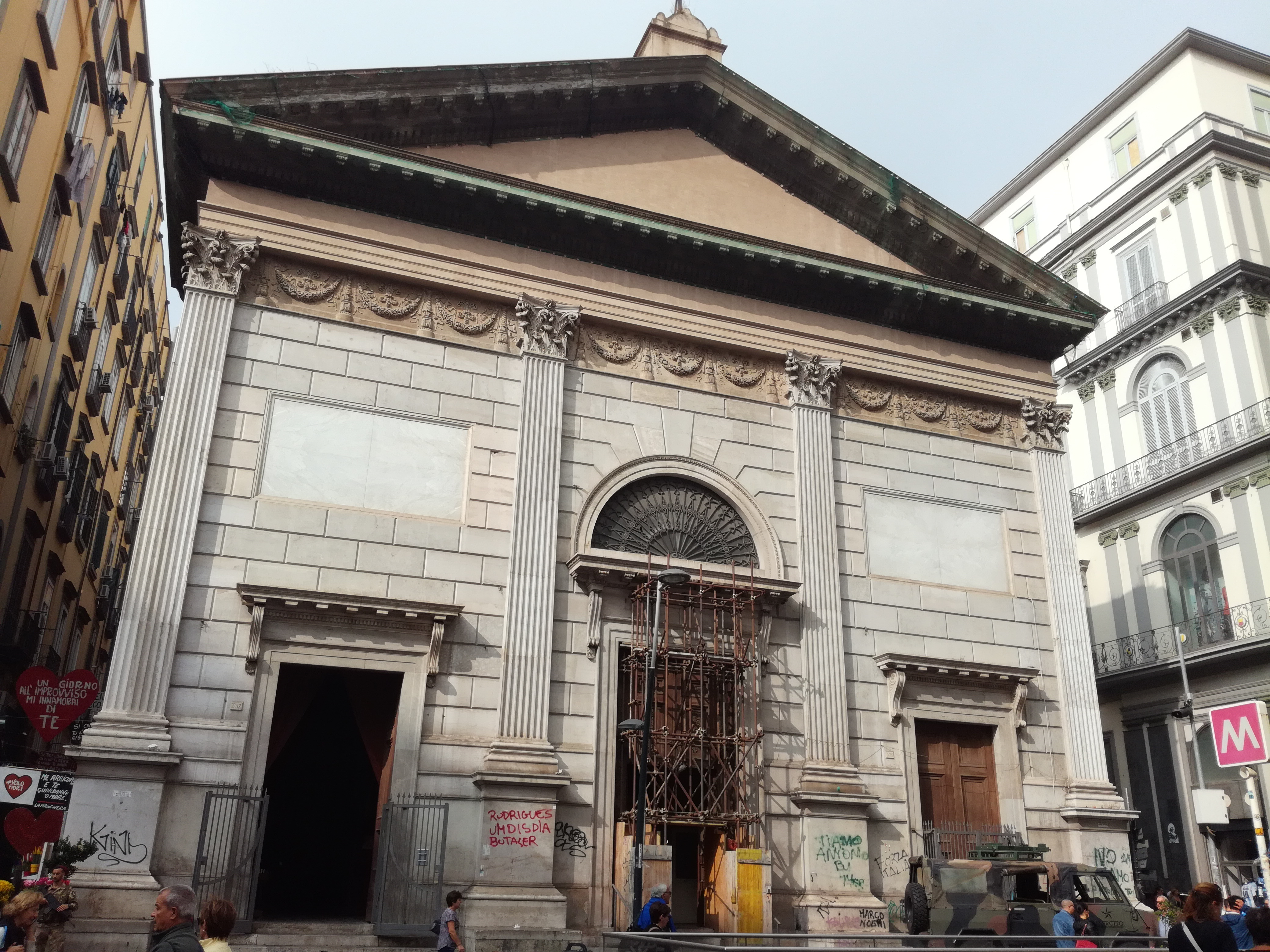
立面

## 历史
教堂由Theatine 修会建于1628年，最初供奉洛雷托圣母。1721年部分重建。在1806年，Theatine 修会被取缔，该堂改为世俗用途。1835年，该堂归属七苦兄弟会，其原来的驻地是保罗圣芳济圣殿。该堂在 费迪南多二世在位时重建，由Carlo Parascaldo设计。
正祭台（1759）由朱塞佩萨马蒂诺完成，基于米开朗基罗Porzio设计。祭坛的两座雕像则由Tito Angelini设计，代表信仰和希望。2009年该堂重新开放，但修复仍在进行。

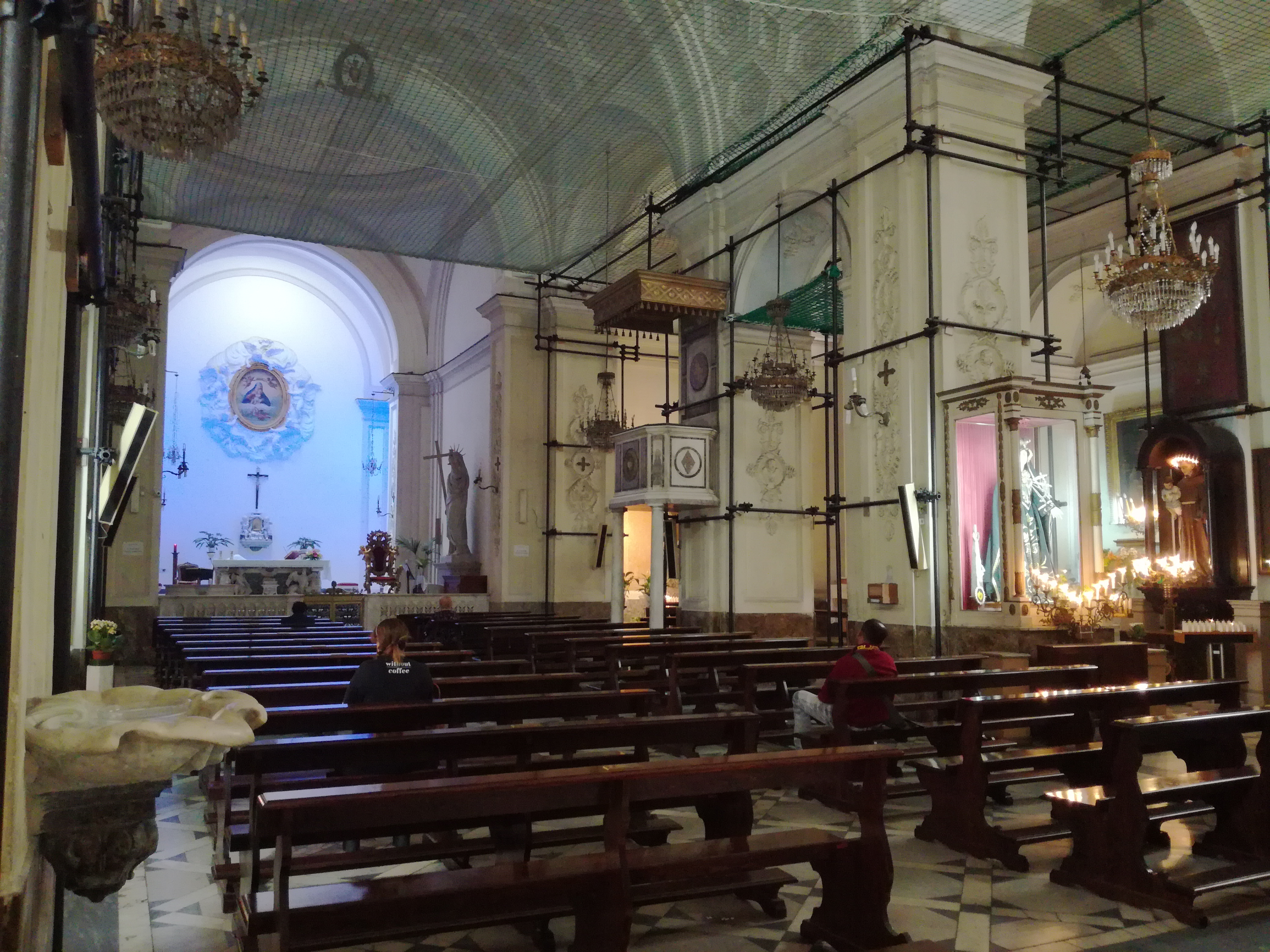
内部
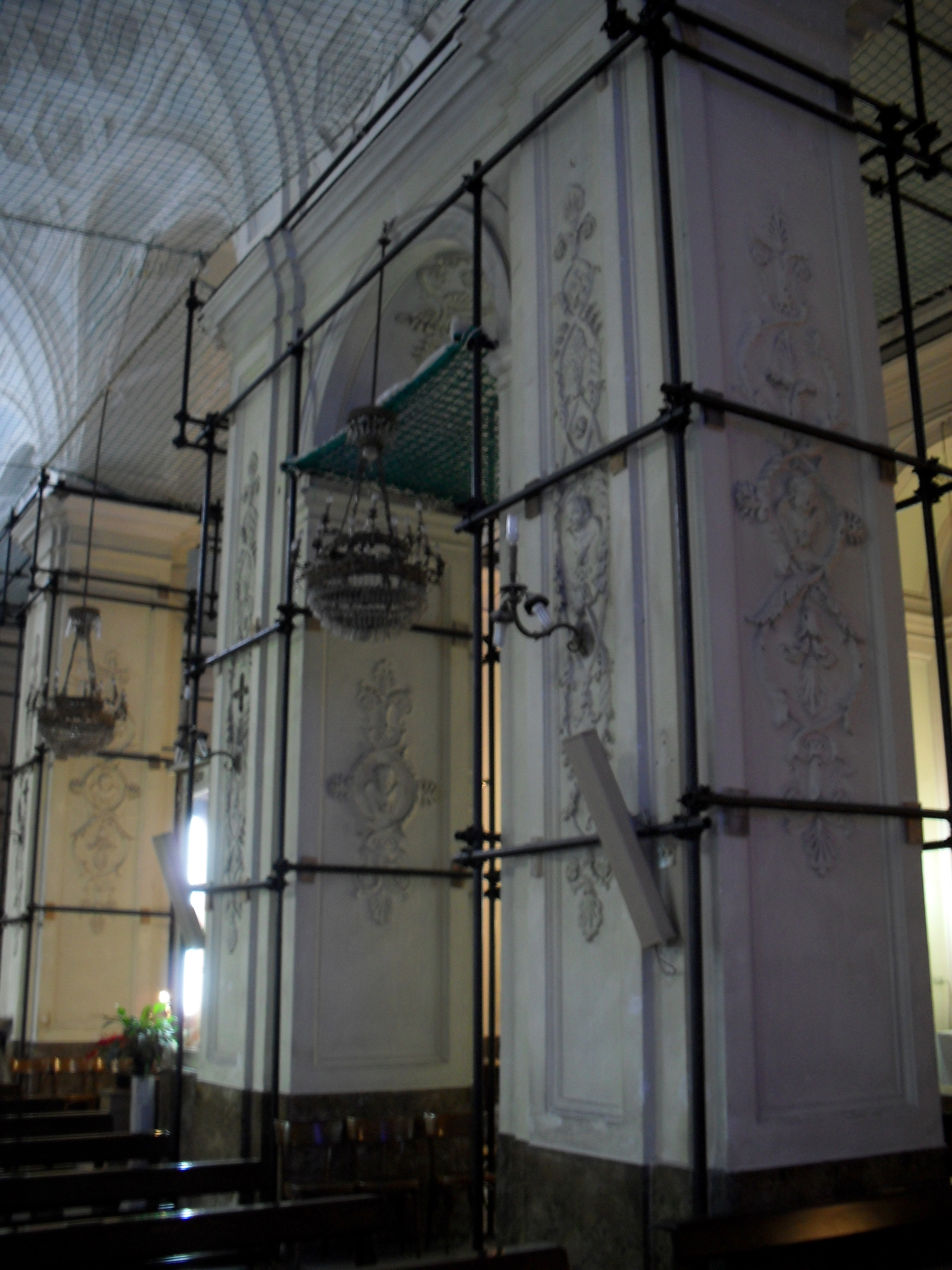
内部

40°50′34″N 14°14′56″E / 40.842672°N 14.248754°E